# جنبش جعفریه پاکستان

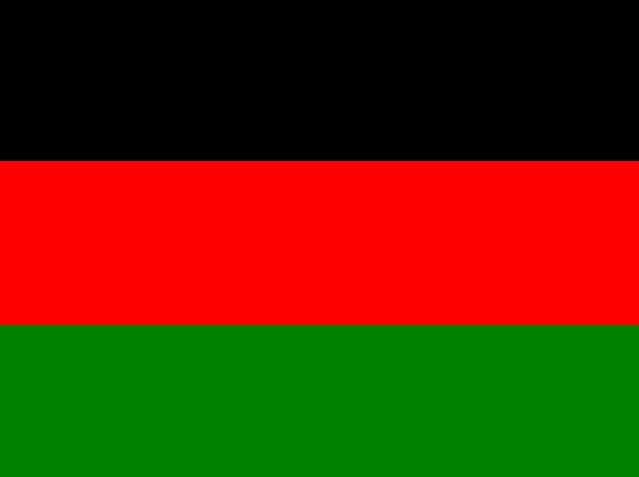
نشان‌واره (پرچم) رسمی جنبش جعفریه پاکستان - ۲۰۱۴

جنبش جعفریه پاکستان (به اردو: تحریکِ جعفریه) سازمان سیاسی مذهبی متعلق به شیعیان پاکستان است، این سازمان از زمان تشکیل اش در ۱۳۵۸ چندین بار تغییر نام داده است، نخستین نام اش تحریک نفاذ فقه جعفریه پاکستان به معنی نهضت اجرای فقه جعفری پاکستان بود که بعدتر در ۱۳۷۱ به تحریک جعفریه پاکستان تغییر یافت. در ۱۳۸۰ زمانی که پرویز مشرف فعالیت این گروه را ممنوع اعلام کرد نام این گروه به تحریک اسلامی تغییر یافت.